# NGC 814
NGC 814 é uma galáxia lenticular (S0) localizada na direcção da constelação de Cetus. Possui uma declinação de -15° 46' 24" e uma ascensão recta de 2 horas, 10 minutos e 37,6 segundos.
A galáxia NGC 814 foi descoberta em 1886 por Ormond Stone.